# Soyuzmultfilm
Soyuzmultfilm (tiếng Nga: Союзмультфильм) là một trong những hãng phim hoạt hình lớn nhất Liên Xô - Nga hiện nay.

## Phim đã sản xuất
- 1946 Giai điệu Mùa xuân (Весе́нние мело́дии)
- 1947 Chú ngựa gù (Конёк-Горбуно́к)
- 1947 Dâng Người, Moskva ! (Тебе́, Москва́!)
- 1952 Bông hoa đỏ thắm (А́ленький цвето́чек)
- 1952 The Snow Maiden (Снегу́рочка)
- 1954 The Golden Antelope (Золота́я антило́па)
- 1957 Bà Chúa Tuyết (Сне́жная короле́ва)
- 1958 Beloved Beauty (Краса́ ненагля́дная)
- 1962 Thiên nga hoang dã (Ди́кие ле́беди)
- 1964 Lefty (Левша́)
- 1967 Những cuộc phiêu lưu của Mowgli (Ма́угли)
- 1968 Cậu bé và Karlsson (Малы́ш и Ка́рлсон)
- 1969–2006 Hãy đợi đấy ! (Ну, погоди́!)
- 1969 Cá sấu Gena (Крокоди́л Ге́на)
- 1969 Những nhạc công thành Bremen (Бре́менские музыка́нты)
- 1969 Winnie-the-Pooh (Ви́нни-Пу́х)
- 1970 Karlsson trở lại (Ка́рлсон верну́лся)
- 1971 Cheburashka (Чебура́шка)
- 1971 Winnie-the-Pooh Goes on a Visit (Ви́нни-Пух идёт в го́сти)
- 1972 Winnie-the-Pooh and the Day of Concern (Ви́нни-Пу́х и день забо́т)
- 1973 On the Trail of Town Musicians of Bremen (По следа́м бре́менских музыка́нтов)
- 1973 The Heron and the Crane (Ца́пля и жура́вль)
- 1973 The Island (О́стров)
- 1973 Chiếc kẹp hạt dẻ (Щелку́нчик)
- 1974 Shapoklyak (Шапокля́к)
- 1975 Chú Nhím trong sương (Ёжик в тума́не)
- 1976–1991 38 con vẹt (38 попуга́ев)
- 1978 Bộ ba ở làng Bơ Sữa (Тро́е из Простоква́шино)
- 1979 Câu chuyện về các câu chuyện (Ска́зка ска́зок)
- 1980 Kỳ nghỉ hè ở làng Bơ Sữa (Кани́кулы в Простоква́шино)
- 1981 Bí mật hành tinh thứ ba (Та́йна тре́тьей плане́ты)
- 1981 Dog in Boots (Пёс в сапога́х)
- 1982 There Once Was a Dog (Жил-был пёс)
- 1983 Hành trình của chú Kiến (Путеше́ствие муравья́)
- 1983 Cheburashka đi học (Чебура́шка идёт в шко́лу)
- 1984 Mùa đông ở làng Bơ Sữa (Зима́ в Простоква́шино)
- 1984 Chuyện vua Saltan (Ска́зка о царе́ Салта́не)
- 1987 Chuyện vui buồn ở Biển Trắng (Смех и го́ре у Бе́ла мо́ря)